# Benny De Schrooder
Benny De Schrooder (Knokke-Heist, 23 de juliol de 1980) és un ciclista belga, professional des del 2004 al 2010.

## Palmarès
- 2002
  - Vencedor d'una etapa a la Volta a la província de Namur
- 2004
  - 1r al Gran Premi de Lillers-Souvenir Bruno Comini